# أناند تاكر
أناند تاكر (بالتايلندية: อานันท์ ทัคเกอร์)‏ هو منتج أفلام وكاتب سيناريو ومخرج تايلاندي، ولد في 24 يونيو 1963 في بانكوك في تايلاند.

## وصلات خارجية
- أناند تاكر على موقع IMDb (الإنجليزية)
- أناند تاكر على موقع ألو سيني (الفرنسية)
- أناند تاكر على موقع أول موفي (الإنجليزية)
- أناند تاكر على موقع قاعدة بيانات الأفلام السويدية (السويدية)
- أناند تاكر على موقع قاعدة بيانات الفيلم (الإنجليزية)
- أناند تاكر على موقع كينوبويسك (الروسية)